# Vingården i Klagshamn
Vingården i Klagshamn (ursprungligen Nangijala vingård) är en vingård i Klagshamn strax söder om Malmö i Skåne. De första vinrankorna på Vingården i Klagshamn planterades år 2001, den första provskörden togs år 2003, och från 2005 har druvorna används för kommersiell vinframställning.
Vingården i Klagshamn drivs av Lena Jörgensen och Murat "Murre" Sofrakis.
1 mars 2008 lanserades de första vinerna från dåvarande Nangijala vingård på Systembolaget: ett vitt vin vid namn "Silex" (årgång 2006) gjort på druvsorten Solaris och ett rött vin vid namn "L’atitude 55,32N" (årgång 2005) gjort på druvsorten Rondo. Silex är det latinska namnet för flinta, som förekommer i vingårdens jordmån.
Vingården bytte namn från Nangijala till Vingården i Klagshamn under 2009, då man inte hade rättighet till namnet Nangijala, som förekommer i Astrid Lindgrens roman Bröderna Lejonhjärta.
Enligt den internationelle vinexperten Oz Clarke var det vita vinet Interkardinal 2009, som är ett samarbete mellan Vingården i Klagshamn och Vingården i Åhus, Skånes bästa vin (vid en prövning för Sydsvenskan 2011).